# Scaled Composites
Scaled Composites is een onderdeel van Northrop Grumman dat begon een kleinschalige privéonderneming die zich bezighoudt met het ontwerpen en bouwen van vliegtuigen. Het bedrijf werd opgericht door de Amerikaanse ontwerper Burt Rutan die het bedrijf tot 2011 bleef leiden. Scaled Composites is gevestigd op Mojave Air and Space Port in Mojave (Californië) in de Verenigde Staten. Het bedrijf kenmerkt zich door de bouw van onconventionele ontwerpen en het veelvuldig gebruik van kunststof composietmaterialen.
Scaled Composites werd gevestigd in 1982. Het bedrijf is sindsdien een paar keer van eigenaar gewisseld: Beech Aircraft Corporation (1985), Wyman Gordon, Castparts Inc., en daarna Rutan en andere investeerders en sinds 2007 Northrop Grumman. Rutan is tot zijn pensioen op 1 april 2011 senior manager gebleven. De bedrijfscultuur heeft meer weg van een groep samenwerkende hobbyisten dan van een commerciële vliegtuigbouwer.

## Vliegtuigen

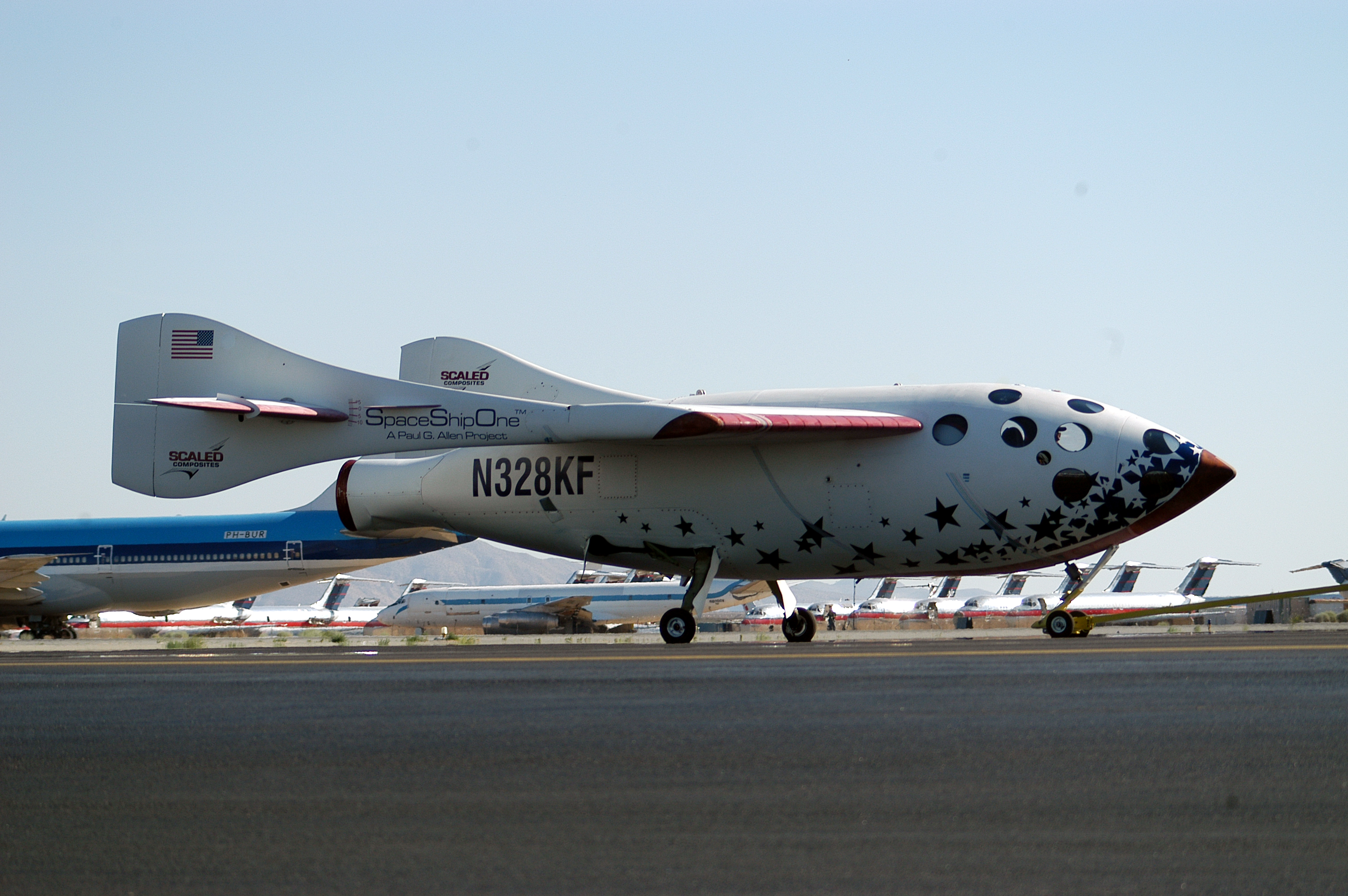
SpaceShipOne

Rutan kan worden gekenschetst als een eigenzinnig en origineel vliegtuigontwerper.
Enkele van de bij Scales gebouwde producten:
- Rutan-VariEze en de Rutan Long-EZ, vliegtuigjes voor zelfbouwers, voorzien van een canard-vleugel, wat de vlucht van het toestel over een grotere range van omstandigheden stabieler maakt.
- Voyager, het eerste vliegtuig dat non-stop en zonder bij te tanken rond de wereld vloog (1986), bestuurd door Rutans broer Dick Rutan, en Jeana Yeager.
- Stars & Stripes, een catamaran die deelnam aan de America's Cup in 1986.
- SpaceShipOne, het eerste bemande vliegtuig van een niet door een door een overheid betaalde organisatie, dat tot 100 km hoogte klom en dus officieel een suborbitale ruimtevlucht maakte. SpaceShipOne won in 2004 de Ansari X Prize, met Mike Melvill en Brian Binnie als testpiloten.
- White Knight, het vliegtuig dat SpaceShipOne op lanceerhoogte bracht.
- GlobalFlyer, het vliegtuig waarmee Steve Fossett in maart 2005 solo en zonder bij te tanken in ca. 77 uur rond de wereld vloog.
- Stratolaunch, van het bedrijf Stratolaunch Systems dat raketten van onder dit vliegtuig wil lanceren. Met een spanwijdte van 117 meter het breedste vliegtuig ooit. Werd op 31 mei 2017 voor het eerst uit de hangar gerold[1] en maakte de eerste proefvlucht op 13 april 2019.

## SpaceShipTwo
Samen met investeerder Richard Branson (oprichter van Virgin Galactic) ontwikkelde Scaled Composites een vergrote opvolger van SpaceShipOne: SpaceShipTwo, een suborbitaal ruimtevliegtuig voor betalende passagiers.
Bij een test met een lachgas (N2O) - injector van de raketaandrijving voor SpaceShipTwo deed zich op 26 juli 2007 een explosie voor waarbij 3 doden en enkele gewonden vielen. Bij een ongeluk tijdens een testvlucht in 2014 kwam de copiloot om het leven en raakte de gezagvoerder zeer zwaar gewond. De bouw van SpaceShipTwo werd later ondergebracht in The Spaceship Company, een joint venture van Virgin Galactic en Scaled Composites die later volledig eigendom van Virgin Galactic werd. Deze werd in 2021 integraal onderdeel van Virgin Galactic en de merknaam Spaceship Company is losgelaten.